# Teknikåret 2001

## Händelser

### Januari
- 8 januari - Telia lierar sig med Netcom för att gemensamt bygga ett Sverige-omfattande 3G-nät.[1]

### Maj
- Maj - X43A, världens snabbaste flygplan, testas för första gången. En revolutionerande scramjetmotor gör att det skall flyga fem gånger ljudets hastighet, runt 2025 hoppas NASA kunna använda tekniken i bemannade farkoster.[1]

### Augusti
- 15 augusti - NASA:s obemannade propellerflygplan når höjden 36 000 meters höjd, det högsta ett flygplan någonsin flugit.[1]
- 21 augusti - Svenska regeringens utbyggnad av bredbandsnätet förväntas bli dyrare än väntat. Föregående års IT-proposition räknade med att 70 % skulle finansieras av de privata operatörerna och resten, områden med alltför få invånare för att vara lönsamma, av svenska staten. IT-sektorn har svalnat sedan dess, och bredbandsbolagen menar att det statliga stödet på 5,2 miljarder SEK inte räcker till.[1]
- 26 augusti - I 23 europeiska länder är det förbjudet att tala i mobiltelefon utan handsfree när man kör, ock inte i Belgien, Litauen, Nederländerna, Ryssland eller Sverige. Utredning av frågan förbereds. Studier från Utah visar att samtalet stör uppmärksamheten, inte hur man håller i telefonen. De som talade i mobiltelefon körde mot rött dubbelt så ofta jämfört med de som lyssnade på radio, och även bromssträcken påverkades betydligt.[1]

### Oktober
- 14 oktober - I Sverige har de senaste 10 åren värdeföremål för miljontals kronor stulits från kyrkor, kyrksilver som under 1980-talet stals för att smälta ner det säljs i dag på Internet.[2]

### November
- November - Nederländska forskare lyckas konstruer ett datachips med en halvledare bestående av en enda lång molekyl, så kallade nanobuber.[2]

### December
- December - Österrikiska forskare lyckas konstruera en kamera som kan ta bilder på attosekundsnabba (tusen gånger snabbare än en femtiosekund, vilket är en miljondels miljardels sekund) händelser. Under attosekunden står även atomerna stilla.[2]

## Utmärkelser
- Guido van Rossum tilldelas Award for the Advancement of Free Software

## Avlidna
- 24 februari - Claude Shannon, amerikansk ingenjör, upphovsman till den moderna kommunikations- och informationsteorin